# Goč
Goč (Servisch cyrillisch Гоч) is een plaats in de Servische gemeente Vrnjačka Banja. De plaats telt 68 inwoners (2002).